# Hodomys
Genre
Hodomys est un genre de mammifères de l'ordre des rongeurs et de la famille des Cricetidae.

## Liste des espèces
- Hodomys alleni (Merriam, 1892)